# Pluak Daeng (huyện)
Pluak Daeng (tiếng Thái: ปลวกแดง) là một huyện (amphoe) ở tây bắc của tỉnh Rayong, phía đông Thái Lan.

## Lịch sử
Khu vực này ban đầu thuộc huyện Ban Khai. Tiểu huyện (king amphoe) Pluak Daeng đã được thành lập ngày 1 tháng 6 năm 1 1970, lúc đó gồm hai tambon Ta Sit và Pluak Daeng. Tiểu huyện đã được nâng cấp thành huyện ngày 25 tháng 3 năm 1979.

## Địa lý
Các huyện giáp ranh (từ phía đông theo chiều kim đồng hồ) là: Wang Chan, Ban Khai, Nikhom Phatthana của tỉnh Rayong, Bang Lamung, Si Racha và Nong Yai của tỉnh Chonburi.
Nguồn nước quan trọng của huyện này là hồ chứa nước Nong Pla Lai.

## Hành chính
Huyện được chia ra thành 6 phó huyện (tambon), các đơn vị này lại được chia thành 34 làng (muban). Có hai thị trấn (thesaban tambon): Ban Pluak Daeng nằm trên một phần của tambon Pluak Daeng, Chomphon Chao Phraya nằm trên một phần của tambon Ta Sit. Có 6 Tổ chức hành chính tamobon chịu trách nhiệm quản lý các khu vực phi đô thị.
| STT. | Tên           | Tên Thái | Số làng | Dân số |  |
| ---- | ------------- | -------- | ------- | ------ |  |
| 1.   | Pluak Daeng   | ปลวกแดง  | 6       | 7.194  |  |
| 2.   | Ta Sit        | ตาสิทธิ์    | 4       | 6.639  |  |
| 3.   | Lahan         | ละหาร    | 4       | 4.022  |  |
| 4.   | Maenam Khu    | แม่น้ำคู้    | 7       | 7.696  |  |
| 5.   | Map Yang Phon | มาบยางพร | 7       | 5.204  |  |
| 6.   | Nong Rai      | หนองไร่   | 6       | 4.123  |  |